# Yannick Bapupa
Yannick Bapupa (* 21. Januar 1982 in Kinshasa) ist ein ehemaliger Fußballspieler aus der Demokratischen Republik Kongo. Der Mittelfeldspieler, der 2008 in der Nationalmannschaft seines Heimatlandes debütierte, bestritt seine Profikarriere in Schweden und gewann zwei Meistertitel mit Djurgårdens IF.

## Werdegang
Bapupa begann mit dem Fußballspielen in seinem Heimatland. 2002 wechselte er von Kinshasa City Star nach Schweden zum Djurgårdens IF. In seiner ersten Spielzeit für den Klub trug er mit einem Tor in zehn Spielen zum Gewinn des Lennart-Johansson-Pokals für den schwedischen Meistertitel bei. Beim Gewinn des Svenska Cupen am 9. November des Jahres durch einen 1:0-Erfolg über den Lokalrivalen AIK durch ein Tor von Louay Chanko wirkte er nicht mit. Auch in den folgenden Jahren blieb er unter anderem verletzungsbedingt vornehmlich Ergänzungsspieler und kam bei der Titelverteidigung des Meistertitels im folgenden Jahr in zwölf Spielen zum Einsatz. Dennoch entschied er sich gemeinsam mit René Makondele zur Vertragsverlängerung beim Stockholmer Klub. Im November 2004 erreichte er mit der Mannschaft erneut das Pokalfinale, beim 3:1-Sieg über den IFK Göteborg spielte er als Einwechselspieler ab der 77. Spielminute für Tomas Backman. Nachdem er in der Liga bei seinen 20 Spieleinsätzen nur sechs Mal in der Startelf stand, entschied er sich nach Saisonende zum Vereinswechsel.
Um mehr Spielzeit zu erhalten, schloss sich Bapupa zum 1. Januar 2005 dem in der zweitklassigen Superettan antretenden Åtvidabergs FF an, bei dem er einen Zwei-Jahres-Kontrakt unterschrieb. Beim zweimaligen Meister etablierte er sich als Stammspieler im Mittelfeld und bestritt 24 der 30 Saisonspiele in der Startelf. Zudem erreichte er mit der Mannschaft das Pokalfinale, in dem er auf seinen ehemaligen Klub Djurgårdens IF traf. Dieses Mal stand er in der Startelf, konnte aber die 0:2-Niederlage durch Tore von Toni Kuivasto und Tobias Hysén nicht verhindern.
Durch seine guten Leistungen wurde man auch oberklassig auf Bapupa aufmerksam. Im November 2006 gab der Erstligist Gefle IF die Verpflichtung des Mittelfeldspielers bekannt, der einen Zwei-Jahres-Vertrag unterschrieb. Hier etablierte er sich in der Stammformation und trug in 23 Saisonspielen zum Klassenerhalt des Klubs bei. Im Sommer 2007 fiel er abseits des Sportplatzes negativ auf, als er der Misshandlung seiner Frau beschuldigt wurde. Nachdem er zu Sozialarbeit und Therapie verurteilt worden war, erklärte der Klub, weiterhin auf seine Dienste zu setzen. In der Folge konnte er sich wieder einen Stammplatz erkämpfen und stand in der Spielzeit 2008 in 29 der 30 Saisonspiele auf dem Spielfeld. Parallel empfahl er sich für die Nationalmannschaft seines Heimatlandes, in der er am 25. März 2008 beim Aufeinandertreffen mit der gabunischen Nationalmannschaft debütierte.
In der Spielzeit 2009 gehörte Bapupa weiterhin zu den Stammkräften, bis er sich im September am Knie verletzte und mehrere Wochen ausfiel. Nach Ende der Saison, in der er in 24 Spielen drei Tore erzielt hatte und mit Gefle IF als Tabellenzehnter den Klassenerhalt schaffte, wechselte er ablösefrei innerhalb der Allsvenskan zu Kalmar FF.

## Erfolge
- Schwedischer Meister: 2002, 2003
- Schwedischer Pokalsieger: 2002, 2004
- Schwedischer Pokalfinalist: 2005